# Yvonne Zima
Yvonne Marie Zima, född 16 januari 1989 i Phillipsburg, New Jersey, är en amerikansk skådespelare.

## Filmografi (urval)
- 1994–2000 – Cityakuten (TV-serie)
- 1996 – Long Kiss Goodnight
- 2013 – Iron Man 3